# Pierre Hanon
Pierre Hanon (Anderlecht, 29 december 1936 - 13 oktober 2017) was een Belgisch voetballer die speelde als middenvelder en op het einde van zijn carrière als verdediger. Hij voetbalde in Eerste klasse bij RSC Anderlecht en Cercle Brugge en speelde 48 interlands met het Belgisch voetbalelftal. Kenmerkend waren zijn afstandsschoten en zijn vrije schoppen.

## Loopbaan
Hanon, afkomstig van de Anderlechtse volkswijk Het Rad, sloot op 9-jarige leeftijd aan bij RSC Anderlecht. Tot zijn 18de doorliep hij de jeugdreeksen van de club en maakte eveneens deel uit van het nationale juniorenteam.
In 1954 debuteerde Hanon in de eerste ploeg van Anderlecht in de thuiswedstrijd tegen Sporting Charleroi. Hanon speelde een slechte wedstrijd en verdween terug naar het invallersteam. Het duurde nog tot in het seizoen 1955/56 vooraleer hij een nieuwe kans kreeg in de Europese wedstrijd tegen Vörös Lobogó SE. Hanon greep deze met beide handen en zou niet meer uit de ploeg verdwijnen.
Met de ploeg werd Hanon landskampioen in 1956, 1959, 1962, 1964, 1965, 1966, 1967 en 1968. Hanon was een speler die het van zijn goede techniek moest hebben en vooral onder trainer Pierre Sinibaldi, die een aanvallende ingesteldheid in het spel van Anderlecht bracht, kwam hij helemaal tot ontplooiing.
Tussen 1958 en 1969 speelde Hanon 48 wedstrijden voor het Belgisch voetbalelftal. Hierin scoorde hij in totaal drie doelpunten. Op 30 september 1964 maakte Hanon deel uit van de Rode Duivels die de wedstrijd tegen Nederland wonnen met 1-0. Opmerkelijk was dat de ploeg, na het uitvallen van doelman Guy Delhasse door een blessure en de vervanging door Jean Trappeniers, bestond uit 11 spelers van RSC Anderlecht.
Bij Anderlecht verloor Hanon omstreeks 1968 zijn basisplaats als middenvelder. Hij speelde nog een tijdje als libero maar Hanon belandde toch op de invallersbank. Desondanks bleef bondscoach Raymond Goethals hem selecteren voor de nationale ploeg. In de wedstrijd tegen Spanje was Hanon aanvoerder van de nationale ploeg en speelde hij als libero.
In 1970 trok Hanon naar Cercle Brugge, dat actief was in Tweede klasse, en ging er eveneens als libero spelen. Met de ploeg werd hij onmiddellijk kampioen en promoveerde terug naar de hoogste afdeling. Hanon bleef er voetballen tot in 1973 en werd daarna speler-trainer van RAEC Mons dat actief was in Derde klasse. De ploeg promoveerde onmiddellijk naar Tweede waarop Hanon de tijd rijp vond om te stoppen met spelen. Het daaropvolgende seizoen bleef Hanon nog trainer bij Mons.In Eerste Klasse speelde Hanon 397 wedstrijden en scoorde 36 doelpunten.
In 1975 ging Hanon aan de slag als jeugdtrainer bij RSC Anderlecht. Onder trainer Luka Peruzović vervulde hij eveneens een aantal scoutingopdrachten voor de club.